# Standardbred
Trotteur américain
Le standardbred, american standardbred ou trotteur américain est une race chevaline sélectionnée aux États-Unis pour ses performances dans les courses de trot et d'amble attelé. Développée en Amérique du Nord à partir de Pur-sangs et de trotteurs du Norfolk, la race est maintenant reconnue dans le monde entier. Ces chevaux sont solides et bien bâtis, dotés de dispositions agréables. Il n'est pas rare d'en voir dans une grande gamme d'activités sous la selle, particulièrement dans le Midwest et l'Est des États-Unis. Ils sont aussi très célèbres au Canada.

## Terminologie
Le nom de « Standardbred » (race standard, en français) a d'abord été utilisé officiellement en 1879 car, pour être enregistré, tout Standardbred devait être capable de trotter un mile en respectant la « norme » de 2 minutes et 30 secondes.

## Histoire

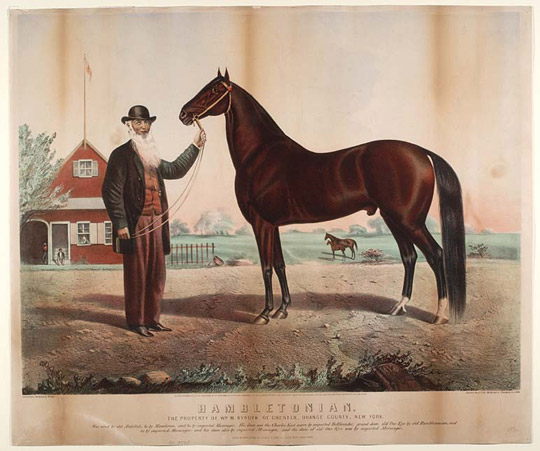
Hambletonian 10.

L'origine du Standardbred remonte au XVIIe siècle, quand les premières courses de trot ont eu lieu dans les Amériques, le plus souvent dans les champs et en selle. Cependant, au milieu du XVIIIe siècle, les courses de trot se voient octroyer des terrains officiels, et les chevaux commencent à courir dans les harnais. Les races contribuant à la fondation du Standardbred comprennent le Narragansett Pacer et le Canadian pacer, le Pur-sang, le trotteur Norfolk, le Hackney et le Morgan. Le trotteur Norfolk Bellfounder, importé en 1822, contribue significativement à la naissance de la race. Les éleveurs sélectionnent les lignées qui produisent les chevaux les plus rapides, l'un des étalons les plus notables étant le Pur Sang gris Messenger, exporté aux États-Unis en 1788. Messenger a été élevé pour la course de plat mais, comme la plupart des Pur Sangs des débuts de la race, possède du sang Norfolk dans son pedigree.
Croisé à de nombreuses juments Pur Sang, il devient un très bon producteur de chevaux de trot. Le descendant de Messenger, le légendaire Hambletonian 10, également connu sous le nom Hambletonian Rysdyk, naît en 1849. Il est vendu, ses propriétaires pensant qu'il ne vaut rien, mais devient plus tard l'un des étalons les plus prolifiques à l'origine du Standardbred, presque tous les trotteurs actuels en descendent. Il donne naissance à 1 335 descendants entre 1851 et 1875. Un autre père influent est le pur-sang Diomed, né en 1777. Quand le sport commence à gagner en popularité, la reproduction sélective se met en place pour sélectionner les chevaux de trot les plus rapides.

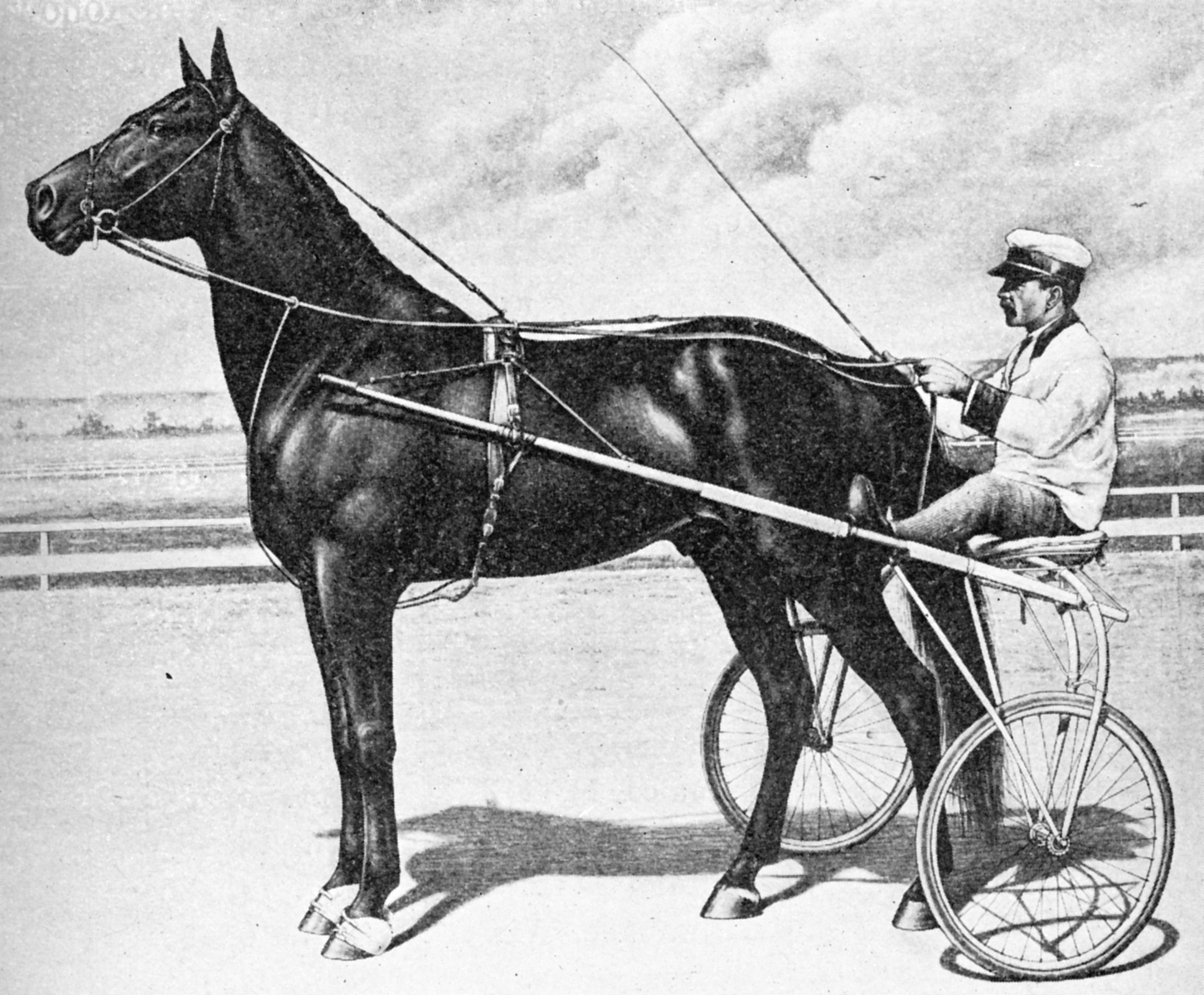
Dan Patch, un étalon Standardbred qui a significativement influencé la race, vers 1900.

Le stud-book du Standardbred a été formé aux États-Unis en 1879 par la National Association of Trotting Horse Breeders (association nationale des éleveurs de chevaux trotteurs). De nos jours, de nombreuses courses de Standardbreds sont beaucoup plus rapides que la norme d'origine, plusieurs chevaux courent le mile en 1 minute et 50 secondes, et les trotteurs sont seulement de quelques secondes plus lents que les ambleurs. Des lignées légèrement différentes se trouvent dans les trotteurs et les ambleurs, même si les deux trouvent leurs origines chez Hambletonian 10.

## Description

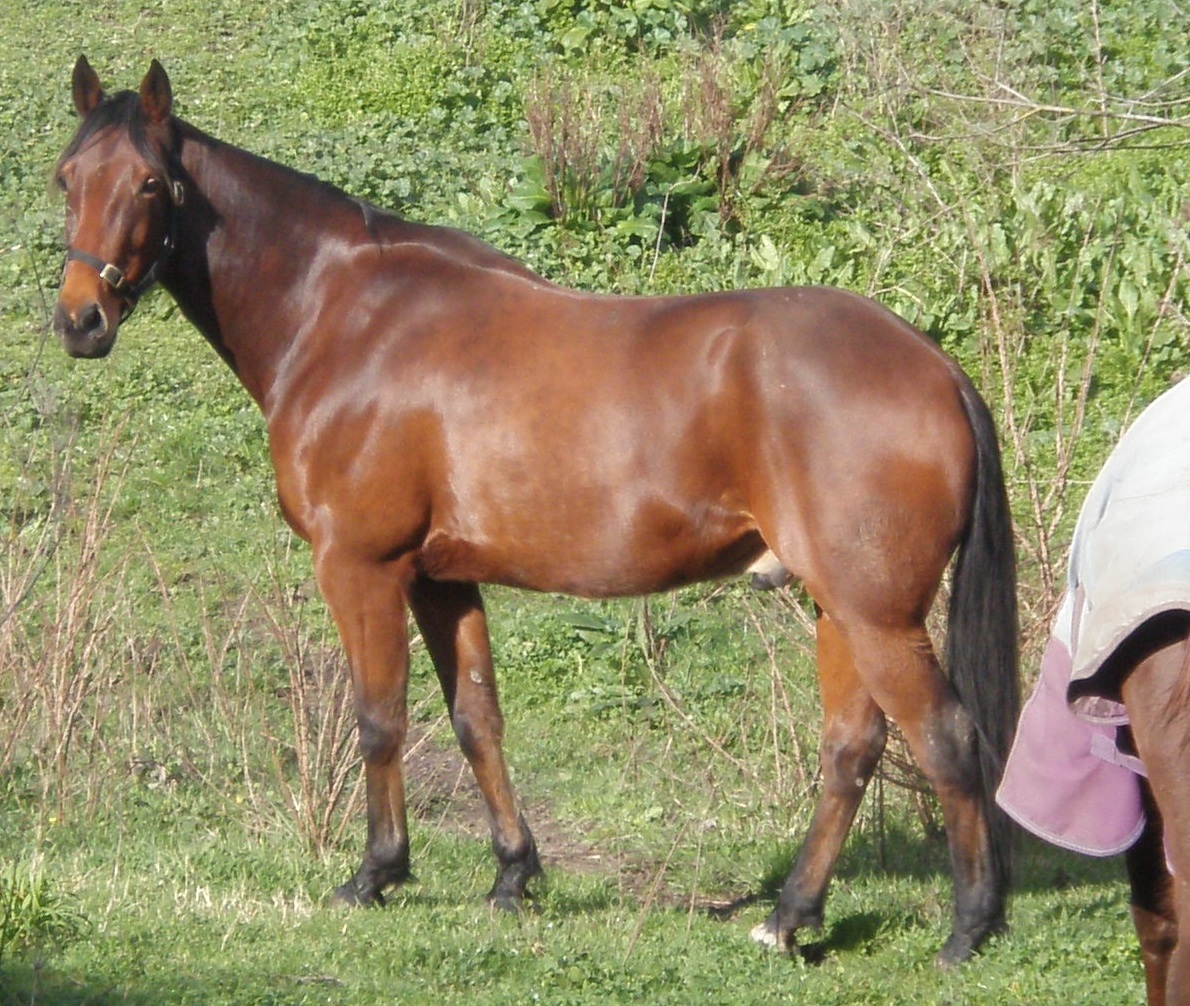
Le Standardbred est plus lourd et plus charpenté que le Pur-sang, ce qui ne l'empêche pas de montrer des qualités et du raffinement.

Le Standardbred est plus lourd et plus charpenté que le Pur Sang. Il possède des jambes solides, des épaules et une arrière main puissantes. Il peut mesurer de 1,42 m à 1,72 m, mais la plupart toisent entre 1,60 m à 1,70 m. Ils pèsent généralement entre 410 et 550 kg, leurs têtes sont raffinées, dotées d'un profil rectiligne et d'un front large avec de naseaux bien ouverts et une bouche peu profonde. Le corps est typiquement allongé, le garrot bien défini, avec des épaules solides et une bonne musculature permettant de grandes enjambées. L'encolure est musclé et légèrement arquée, d'une longueur moyenne à longue. Leurs jambes sont musclées et solides, les sabots généralement résistants.

### Robes
EIles sont le plus souvent de couleur baie dans toutes les variantes possibles, bien que d'autres robes comme l'alezan et le noir ne soient pas rares. Le gris et le rouan se trouvent aussi. La robe tobiano est apparue chez certains chevaux de la race en Nouvelle-Zélande.

### Tempérament
Il est aussi plus calme que le Pur Sang. Ces chevaux de course étant davantage impliqués dans les stratégies de changements de vitesse que dans les courses de Pur Sangs, les Standardbred sont considérés comme des animaux à l'écoute et faciles à former.

### Sélection
La diversité génétique est plutôt mauvaise, avec un coefficient de consanguinité à 0.12 en 2012. Soit plus élevé que chez le Quarter Horse (0.04) et le cheval mongol (0.02), mais qui reste plus bas que pour le Pur-sang (0.15). La race a fait l'objet d'une étude visant à déterminer la présence de la mutation du gène DMRT3 à l'origine des allures supplémentaire : cette étude a permis de confirmer la présence presque systématique de cette mutation chez la race. 

## Utilisations

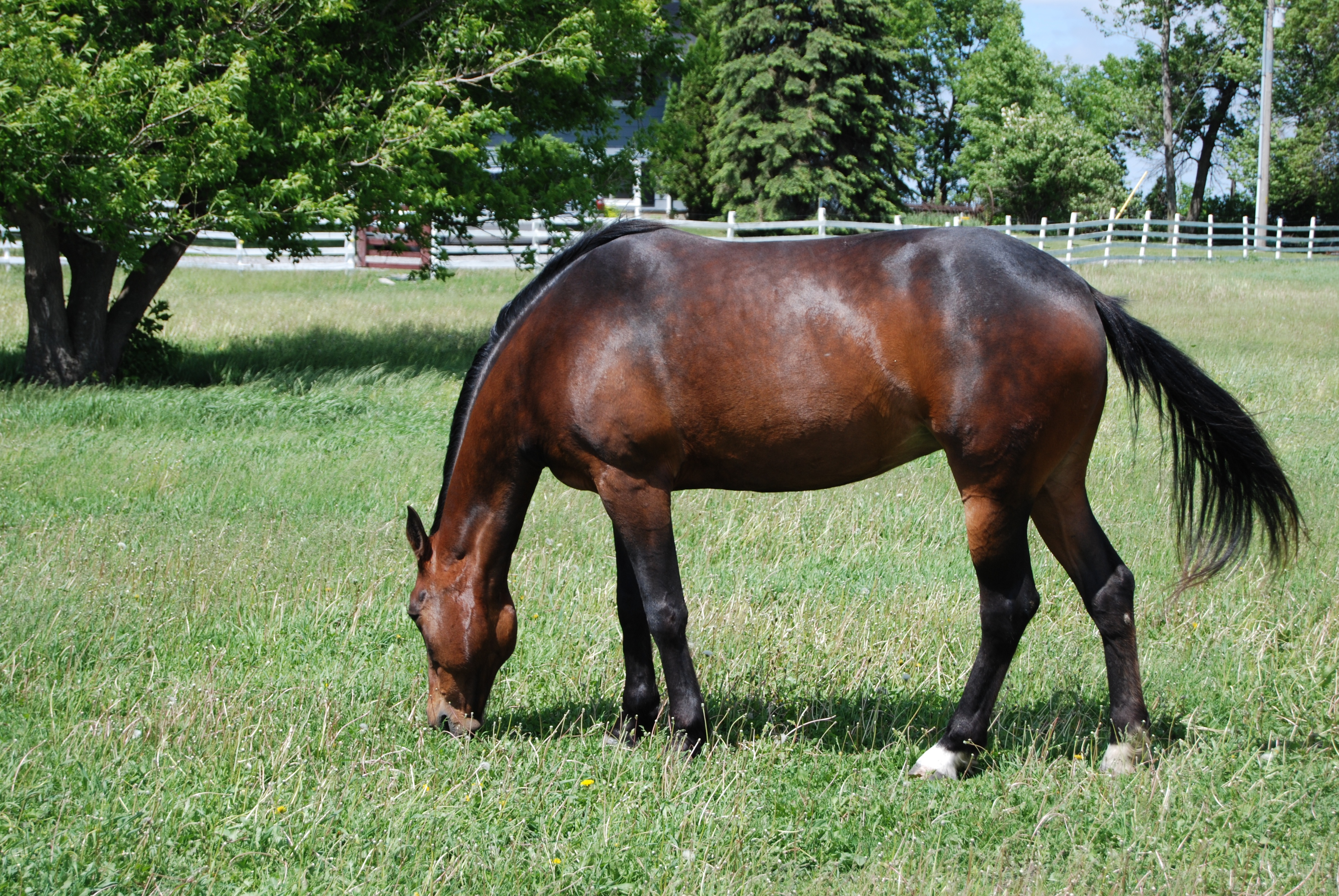
Le Trotteur français est fortement imprégné par le Standardbred.

Le Standardbred est utilisé en croisement avec d'autres races, en particulier le Trotteur français (TF) depuis l'entre-deux-guerres. Net Worth, The Great Mac Kinney, Sam Williams et Calumet Delco ont marqué les lignées françaises. La championne Roquépine est croisée au chef de race américain Star’s Pride, ses poulains achetés par les Haras nationaux français et autorisés à la reproduction en trotteur français. Dans les années 1990, les croisements américains sont devenus très contrôlés,. Le stud-book du TF a depuis lors été refermé, mais l’apport de ce sang américain a marqué la race française, devenue beaucoup plus précoce.

## Diffusion de l'élevage
L'ouvrage Equine Science (4e édition de 2012) classe l'American Standardbred parmi les races de chevaux de selle connues au niveau international.